# Pete Shinnick
Pete Shinnick (1965. május 15. –) amerikai amerikaifutball-játékos és -edző, 2023-tól a Towson Tigers vezetőedzője. 2017-ben az AFCA divíziós, majd regionális szintjén is az év edzőjének választották. 2019. december 21-én a West Florida Argonauts megnyerte az NCAA bajnokságát.

## Pályafutása
1995 és 2005 között az Azusa Pacific Cougars vezetőedzője, 2005 és 2013 között pedig az 1950-es megszűnést követően újraalapított csapat első vezetőedzője volt.
2014. január 31-én a West Florida Argonauts amerikaifutball-csapatának első vezetőedzője lett; a csapat 2016-tól játszik. 2017. november 12-én az NCAA-beli csapatok közül a leggyorsabban, már a második szezonjukban továbbjutottak a rájátszásra, valamint a divízió országos bajnokságára is (utóbbit 2019. december 21-én megnyerték).
2022. december 11-én a Towson Tigers vezetőedzőjévé nevezték ki.

## Családja
Négy gyermeke van. Édesapja, Don Shinnick a Baltimore Colts linebackere volt.

## Eredményei vezetőedzőként
| Év                                                               | Eredmény                               | Eredmény                               | Helyezés                               | Továbbjutás                            | Rangsor                                |
| Év                                                               | Összesített                            | Konferencia                            | Helyezés                               | Továbbjutás                            | NAIA/AFCA                              |
| Azusa Pacific Cougars (NAIA független)                           | Azusa Pacific Cougars (NAIA független) | Azusa Pacific Cougars (NAIA független) | Azusa Pacific Cougars (NAIA független) | Azusa Pacific Cougars (NAIA független) | Azusa Pacific Cougars (NAIA független) |
| ---------------------------------------------------------------- | -------------------------------------- | -------------------------------------- | -------------------------------------- | -------------------------------------- | -------------------------------------- |
| 1999                                                             | 9–3                                    | –                                      | –                                      | NAIA elődöntő                          | 7                                      |
| 2000                                                             | 6–4                                    | –                                      | –                                      | NAIA első kör                          | 16                                     |
| 2001                                                             | 4–5                                    | –                                      | –                                      | –                                      | –                                      |
| 2002                                                             | 9–1                                    | –                                      | –                                      | –                                      | 16                                     |
| 2003                                                             | 8–2                                    | –                                      | –                                      | NAIA első kör                          | 13                                     |
| 2004                                                             | 11–3                                   | –                                      | –                                      | NAIA elődöntő                          | 4                                      |
| 2005                                                             | 6–4                                    | –                                      | –                                      | NAIA első kör                          | 12                                     |
| Eredmény:                                                        | 53–22                                  | –                                      | –                                      | –                                      | –                                      |
| UNC Pembroke Braves (NCAA független)                             |                                        |                                        |                                        |                                        |                                        |
| 2007                                                             | 4–7                                    | –                                      | –                                      | –                                      | –                                      |
| 2008                                                             | 9–1                                    | –                                      | –                                      | –                                      | –                                      |
| 2009                                                             | 9–2                                    | –                                      | –                                      | NCAA első kör                          | 20                                     |
| 2010                                                             | 5–5                                    | –                                      | –                                      | –                                      | –                                      |
| 2011                                                             | 8–3                                    | –                                      | –                                      | –                                      | –                                      |
| 2012                                                             | 6–4                                    | –                                      | –                                      | –                                      | –                                      |
| 2013                                                             | 9–2                                    | –                                      | –                                      | NCAA második kör                       | 15                                     |
| Eredmény:                                                        | 50–24                                  | –                                      | –                                      | –                                      | –                                      |
| West Florida Argonauts (Gulf South Conference)                   |                                        |                                        |                                        |                                        |                                        |
| 2016                                                             | 5–6                                    | 3–5                                    | 6.                                     | –                                      | –                                      |
| 2017                                                             | 11–4                                   | 5–3                                    | 4.                                     | NCAA bajnokság                         | 2                                      |
| 2018                                                             | 6–5                                    | 4–4                                    | 5.                                     | –                                      | –                                      |
| 2019                                                             | 13–2                                   | 7–1                                    | 2.                                     | NCAA bajnokság                         | 1                                      |
| 2021                                                             | 9–2                                    | 6–1                                    | T-1.                                   | NCAA első kör                          | 12                                     |
| 2022                                                             | 12–2                                   | 6–1                                    | T-1.                                   | NCAA elődöntő                          | 4                                      |
| Eredmény:                                                        | 56–21                                  | 31–15                                  | –                                      | –                                      | –                                      |
| Towson Tigers (Coastal Athletic Association Football Conference) |                                        |                                        |                                        |                                        |                                        |
| 2023                                                             | 5–6                                    | 4–4                                    | T-6.                                   | –                                      | –                                      |
| 2024                                                             | 7–5                                    | 5–3                                    | T-6.                                   | –                                      | –                                      |
| Eredmény:                                                        | 12–11                                  | 9–7                                    | –                                      | –                                      | –                                      |
| Összesen:                                                        | 171–78                                 | –                                      | –                                      | –                                      | –                                      |
| Jelmagyarázat: Országos bajnok Konferenciabajnok                 |                                        |                                        |                                        |                                        |                                        |

## Fordítás
- Ez a szócikk részben vagy egészben  a   Pete Shinnick című angol Wikipédia-szócikk ezen változatának fordításán alapul.  Az eredeti cikk szerkesztőit annak laptörténete sorolja fel. Ez a jelzés csupán a megfogalmazás eredetét és a szerzői jogokat jelzi, nem szolgál a cikkben szereplő információk forrásmegjelöléseként.